# Kawasaki Ki-119
A Kawasaki Ki-119 foi uma aeronave de caça usada pelo Exército Imperial Japonês na Segunda Guerra Mundial. 

## Design e desenvolvimento
No início de 1945, a dominação japonesa no Pacífico era coisa do passado. Devido à escassez de materiais estratégicos e pilotos experientes, a indústria japonesa também foi atingida por ataques aéreos envolvendo o B-29 Superfortress. Portanto, o Departamento Técnico do Comando do Exército Imperial desenvolveu com urgência a especificação técnica de um caça-bombardeiro monoposto. A ênfase principal foi colocada na simplicidade de construção e na rápida possibilidade de introdução da aeronave em produção em massa, e foi exigido o uso máximo de elementos e componentes prontos de aeronaves já existentes. Tipo de unidade de acionamento não especificado. O Departamento Técnico também queria que a aeronave fosse fácil de pilotar, para que pilotos recém-treinados, sem nenhuma experiência de combate, pudessem aprender com eficiência e rapidez a técnica de voar em um novo avião, operando em aeroportos de campo com infraestrutura precária.
Com base na versão básica do caça-bombardeiro, foi planejado construir um caça de escolta e um bombardeiro de mergulho. A concepção e construção da nova máquina, designada Ki-119, foi encomendada à fábrica da Kawasaki. A equipe de engenheiros responsável pelo novo projeto foi liderada pelos principais designers da empresa: o engenheiro Takeo Doi e Jun Kitano. Apenas três meses após receber as especificações do Departamento Técnico, em março de 1945, o projeto do Ki-119 estava pronto e foi iniciada a construção de uma maquete de madeira da aeronave. Em 4 de abril de 1945, a fábrica recebeu uma ordem para preparar uma linha de produção e a montagem da aeronave ocorreria em túneis subterrâneos especialmente adaptados para esse fim. No início de junho de 1945, um modelo de madeira do Ki-119 estava pronto, mas em 22 de junho de 1945, um ataque aéreo B-29 danificou a fábrica em Kakamigahara, onde a documentação técnica da aeronave foi queimada. Portanto, a conclusão e o voo de teste do primeiro protótipo, inicialmente planejado para setembro de 1945, foi adiado para novembro, e a rendição do Japão em agosto de 1945 interrompeu todo o desenvolvimento do Ki-119.